# Herbert Knöhr
Herbert Knöhr fue un empresario y dirigente político nacionalsocialista alemán-costarricense, líder de la delegación local del NSDAP/AO. Knöhr fue una figura polémica por sus posiciones. En noviembre de 1934 Knöhr llevó al líder de la Patrulla Nazi de Panamá, de apellido Kuehn, para reunirse con la junta directiva del Club Alemán, la más importante organización de la colonia alemana en el país. Knöhr y Kuehn intentaron presionar a la junta para forzar a todos los miembros del Club a afiliarse al partido nazi. Karl Federspiel, entonces presidente del Club y conocido por sus posiciones antifascistas (razón por la cual fue elegido) fue amenazado con perder la nacionalidad alemana, por lo que se nacionalizó costarricense poco después. Según relata en sus memorias el tesorero del club de entonces, Werner Oskar. Tras su fracaso por tomar el control del club Knöhr instó a los miembros del partido a renunciar del Club Alemán, sin embargo el efecto fue el contrario y muchos renunciaron del Partido Nazi. Knöhr al igual que otros nazistas costarricenses como el ingeniero Max Effinger serían deportados a Estados Unidos pero finalmente se repatriarían al finalizar la guerra.